# Agrilus olentangyi
Agrilus olentangyi es una especie de insecto del género Agrilus, familia Buprestidae, orden Coleoptera.
Fue descrita científicamente por Champlain & Knull, 1925.